# زلیم‌خان یوسفف
زلیم‌خان یوسفف (به روسی: Залимхан Юсупов) کشتی گیر روس کشور تاجیکستان است. این کشتی گیر (زاده ۱۹ فوریه ۱۹۸۴ در مخاچ‌قلعه) است و در مسابقات کشتی بازی‌های آسیایی ۲۰۱۴ در شهر اینچئون، کره جنوبی موفق به کسب مدال نقره در وزن ۶۵ کیلوگرم شد.
او در وزن ۶۶ کیلوگرم کشتی آزاد مردان در بازی‌های المپیک تابستانی ۲۰۱۲ نیز شرکت داشت که در یک‌چهارم‌نهایی در برابر آلن گوگایف روسی بازنده شد و در شانس مجدد هم برابر هایسلان گارسیا کانادایی شکست خورد و از دور مسابقات کنار رفت.